# 路軍
路军（英語：Route Army），是國民政府国民革命军的一种建制单位。下辖军或师或独立旅。

## 北伐战争前后的路军
- 第一路军：1927年5月1日蒋介石决定继续北伐组建第一至第三路军。第一路军总指挥何应钦，辖4军，由镇江攻扬州。
- 第二路军：1927年5月1日蒋介石决定继续北伐组建第一至第三路军。第二路军总指挥蒋介石兼，前敌总指挥白崇禧实际负责，辖2军，由津浦路北上。
- 第三路军：1927年5月1日蒋介石决定继续北伐组建第一至第三路军。第三路军总指挥李宗仁，前敌总指挥王天培，辖6军，由芜湖渡江。
- 第四路军：1927年10月15日，桂系控制的南京国民政府宣布讨伐唐生智，任命程潜为第四路军总指挥。
- 第五路军：1927年10月15日，桂系控制的南京国民政府宣布讨伐唐生智，任命朱培德为第五路军总指挥。
- 第六路军：1927年刘湘部。以讨伐“湘鄂共产党”名义攻击武汉国民政府后路。
- 第七路军：1927年邓锡侯部。以讨伐“湘鄂共产党”名义攻击武汉国民政府后路。
- 第八路军：1927年八一南昌起义后，任命李济深为第八路军总指挥，在东江地区布防围堵。
- 第九路军：1927年贵州周西成部。以讨伐“湘鄂共产党”名义攻击武汉国民政府后路。
- 第十路军：空缺。原定以晋军徐永昌为总指挥，未发表。
- 第十一路军：1927年10月15日，桂系控制的南京国民政府宣布讨伐唐生智，任命方振武为第十一路军总指挥。
- 第十二路军：1927年11月14日，讨唐联军攻占武汉，唐生智兵败下野，桂系以其残部组建为第十二路军，总指挥李品仙。
- 第十三路军：1928年1月龙云掌握云南军政大权后，增设，总指挥龙云。

## 十年内战时期的路军
1929年3月，蒋介石以陆海空军总司令的名义，为了即将开打的蒋桂战争，将全国部队改编为路军。这一建制至1937年9月废除，改编为集团军。
- 第一路军：由第3、5军编成。总指挥朱培德7个师，升任参谋总长/方鼎英。1930年3月另组第一路军，任命总指挥陈调元3个师。1934年12月陈调元任军事参议院院长，建制撤销。
- 第二路军：由第1、2军编成。总指挥刘峙4个师1个旅/唐生智。中原大战为刘峙9个师。1931年改为"勦赤军南路集团军"。抗战爆发后改编为第一战区第二集团军。
- 第三路军：由西北军、豫军、宁马各部编成。总指挥韩复榘6个师。抗战初期改编为第三集团军。
- 第四路军(1)：由湘军编成。总指挥何健3个师2个旅。1935年追缴红军长征，在贵州任命刘建绪为总指挥。
- 第四路军(2)：两广事变后，余汉谋部组成。
- 第五路军(1)：唐生智收买讨唐战争被桂系收编的李品仙旧部。总指挥唐生智2个师。1929年10月第二次蒋冯战争后为收编河南的杂牌部队，总指挥何成浚。1930年11月总指挥王金钰2个师。
- 第五路军(2)：两广事变后，李宗仁部组成。
- 第六路军：由第十军编成。总指挥方振武2个师。1929年9月蒋介石软禁方振武撤销其第六路军，另以朱绍良为总指挥另组第六路军2个师。
- 第七路军：由川军第二十一军编成。总指挥刘湘9个师。1927年年底，刘湘所部改编为第六路军，指挥第二十、二十一两军。到1932年，刘湘的川军又改编为第七路军，下辖六个师，拥有陆、海、空、神四大兵种。抗日战争初期，刘湘担任了第二路预备军司令长官，辖九个军，后来改为第七战区，下辖22和23两个集团军。
- 第八路军（1）：由粤军第4、11军编成。总指挥陈济棠5个师1个旅。1936反蒋，番号撤销。
- 第八路军（2）：由中国工农红军改编。总指挥朱德。
- 第九路军：1929年周西成部。1929年10月第二次蒋冯战争后任命马福祥为总指挥，组织山东境内的杂牌部队。1930年6月1日由湘军第18师编成，在湘赣边界堵截张桂军，总指挥鲁涤平兼江西省主席，下辖张辉瓒的第十八师、谭道源的第五十师和路孝忱的第七十九师等。1932年3月9日谭道源继任总指挥。1932年3月30日李宗仁任第九路军总指挥，谭部建制撤销。
- 第十路军：由滇军第38军、黔军第40军编成。总指挥龙云6个师。1935年9月龙云撤师改旅，主动撤销路军番号。抗战爆发后中，龙云所部先后改编为第六十军、第30军团和第一集团军。
- 第十一路军：由依附阎锡山的豫军镇嵩军编成。总指挥刘镇华2个师/1930年4月中原大战任命刘茂恩。后来还改为十五军，第十四集团军。1936年10月刘镇华精神失常，路军撤销。
- 第十二路军：由川军第29军编成。总指挥田颂尧5个师。三路围攻红四方面军失败，撤职撤销建制。
- 第十三路军（1）：1929年蒋冯战争，由投蒋的西北军编成。总指挥石友三1个师。
- 第十三路军（2）：总指挥1930年中原大战任命王金钰。
- 第十三路军（3）：由西北军编成。总指挥石友三。抗战暴发后，先后改编为一八一师师长、69军军长、第十军团总司令。
- 第十四路军：由川军第29军编成。总指挥邓锡候5个师。
- 第十五路军：由宁马编成。总指挥马廷镶2个师/1930年中原大战前马鸿逵。
- 第十六路军（1）：1929年蒋冯战争结束后，由傅系部队编成。总指挥傅作义2个师。
- 第十六路军（2）：由中央军第1军编成。总指挥顾祝同/1930年中原大战任命徐源泉。
- 第十七路军（1）：由西北军编成。总指挥孙殿英。
- 第十七路军（2）：1930年中原大战任命杨虎城，由陕军编成。第十七路军总指挥部兼西安绥靖公署。总指挥兼绥署主任杨虎城。西安事变后撤销。
- 第十八路军（1）：由新疆地方部队编成。总指挥金树仁/赵席聘。
- 第十八路军（2）：黔军。1931年5月任命总指挥毛光翔
- 第十九路军(1)：1929年10月第二次蒋冯战争，晋军一部组成，总指挥周玳
- 第十九路军(1)：由粤军编成。1930年中原大战任命总指挥蒋光鼐2个师。
- 第二十路军（1）：1929年10月第二次蒋冯战争，由晋军编成。总指挥赵承绶。
- 第二十路军（2）：由豫军编成。1930年中原大战任命总指挥张钫9个师。
- 第二十一路军（1）：1929年10月第二次蒋冯战争，蒋介石委任吉鸿昌为总指挥。吉未受命。
- 第二十一路军（2）：由鄂军第13师编成。1930年中原大战任命总指挥夏斗寅1个师1个旅。1932年4月任湖北省主席，取消建制。
- 第二十二路军（1）：1929年10月第二次蒋冯战争之后，由中央教导师编成，渡江追究炮轰南京的石友三。总指挥冯轶裴。
- 第二十二路军（2）：中原大战后，收编吉鸿昌第30师编成。总指挥吉鸿昌2个师。1931年8月吉鸿昌下野，李钟鸣继任，1931年底撤销建制。
- 第二十三路军：中原大战后，收编张自忠部编成，但张从未使用该番号。
- 第二十四路军（1）：由晋军编成。总指挥孙楚。
- 第二十四路军（2）：中原大战后，收编宋哲元部。宋未受命。
- 第二十五路军：中原大战后，收编西北军第32师编成。总指挥梁冠英1个师1个旅。1936年7月辞职，建制撤销。
- 第二十六路军：中原大战后，收编孙连仲3个师。
- 第二十七路军：由陕军编成。总指挥冯钦哉。

## 抗日战争胜利后收编伪军的各新编路军
- 新编第1路军，总司令庞炳勋。借着第40军在邯郸战役被重创，主动提出将新1路军的官兵充编第40军，以恢复该军战斗力。庞炳勋“功成身退”的返回老家当起了寓公，新1路军所属官兵也因此成为了第40军的官兵。
- 新编第2路军，总司令孙良诚。所属新编第1军在江苏盐城投共
- 新编第3路军，总司令张岚峰。所属新18师、新55师、新56师先后在河南永城、夏邑、淮阳等地投共。
- 新编第4路军，总司令孙殿英
- 新编第5路军，总司令吴化文
- 新编第6路军，总司令郝鹏举。全军近3万人在台儿庄投共，被改编为“华东民主同盟军”
- 新编第7路军，总司令叶蓬  强行编遣
- 新编第9路军，总司令门致中
- 新编第10路军，总司令李守信 强行编遣
- 新编第11路军，总司令吴元敏  强行编遣